# 1978-as Formula–1 dél-afrikai nagydíj
A dél-afrikai nagydíj volt az 1978-as Formula–1 világbajnokság harmadik futama, egyben a világbajnokság  300-ik nagydíja.

## Futam
| Helyezés | #  | Versenyző             | Csapat/Motor       | Körök | Idő/Kiesés oka | Rajthely | Pontszám |
| -------- | -- | --------------------- | ------------------ | ----- | -------------- | -------- | -------- |
| 1        | 6  | Ronnie Peterson       | Lotus-Ford         | 78    | 1:42:15,767    | 12       | 9        |
| 2        | 4  | Patrick Depailler     | Tyrrell-Ford       | 78    | +0,466         | 11       | 6        |
| 3        | 2  | John Watson           | Brabham-Alfa Romeo | 78    | +4,442         | 10       | 4        |
| 4        | 27 | Alan Jones            | Williams-Ford      | 78    | +30,986        | 18       | 3        |
| 5        | 26 | Jacques Laffite       | Ligier-Matra       | 78    | +1:09,218      | 13       | 2        |
| 6        | 3  | Didier Pironi         | Tyrrell-Ford       | 77    | +1 kör         | 14       | 1        |
| 7        | 5  | Mario Andretti        | Lotus-Ford         | 77    | +1 kör         | 2        |          |
| 8        | 10 | Jean-Pierre Jarier    | ATS-Ford           | 77    | +1 kör         | 17       |          |
| 9        | 36 | Rolf Stommelen        | Arrows-Ford        | 77    | +1 kör         | 22       |          |
| 10       | 25 | Héctor Rebaque        | Lotus-Ford         | 77    | +1 kör         | 21       |          |
| 11       | 30 | Brett Lunger          | McLaren-Ford       | 76    | +2 kör         | 20       |          |
| 12       | 19 | Vittorio Brambilla    | Surtees-Ford       | 76    | +2 kör         | 19       |          |
| Kiesett  | 35 | Riccardo Patrese      | Arrows-Ford        | 63    | Motorhiba      | 7        |          |
| Kiesett  | 20 | Jody Scheckter        | Wolf-Ford          | 59    | Kicsúszás      | 5        |          |
| Kiesett  | 8  | Patrick Tambay        | McLaren-Ford       | 56    | Baleset        | 4        |          |
| Kiesett  | 12 | Gilles Villeneuve     | Ferrari            | 55    | Olajszivárgás  | 8        |          |
| Kiesett  | 11 | Carlos Reutemann      | Ferrari            | 55    | Kicsúszás      | 9        |          |
| Kiesett  | 1  | Niki Lauda            | Brabham-Alfa Romeo | 52    | Motorhiba      | 1        |          |
| Kiesett  | 18 | Rupert Keegan         | Surtees-Ford       | 52    | Motorhiba      | 23       |          |
| Kiesett  | 9  | Jochen Mass           | ATS-Ford           | 43    | Motorhiba      | 15       |          |
| Kiesett  | 37 | Arturo Merzario       | Merzario-Ford      | 39    | Felfüggesztés  | 26       |          |
| Kiesett  | 15 | Jean-Pierre Jabouille | Renault            | 38    | Motorhiba      | 6        |          |
| Kiesett  | 32 | Keke Rosberg          | Theodore-Ford      | 15    | Kuplung        | 24       |          |
| Kiesett  | 14 | Emerson Fittipaldi    | Fittipaldi-Ford    | 9     | Erőátvitel     | 16       |          |
| Kiesett  | 24 | Eddie Cheever         | Hesketh-Ford       | 8     | Olajszivárgás  | 25       |          |
| Kiesett  | 7  | James Hunt            | McLaren-Ford       | 5     | Motorhiba      | 3        |          |
| NK       | 31 | René Arnoux           | Martini-Ford       |       |                |          |          |
| NK       | 17 | Clay Regazzoni        | Shadow-Ford        |       |                |          |          |
| NK       | 23 | Lamberto Leoni        | Ensign-Ford        |       |                |          |          |
| NK       | 16 | Hans-Joachim Stuck    | Shadow-Ford        |       |                |          |          |

## Statisztikák
Vezető helyen:
- Mario Andretti: 20 (1-20)
- Jody Scheckter: 6 (21-26)
- Riccardo Patrese: 37 (27-63)
- Patrick Depailler: 14 (64-77)
- Ronnie Peterson: 1 (78)

Ronnie Peterson 9. győzelme, Niki Lauda 24. pole-pozíciója, Mario Andretti 8. leggyorsabb köre.
- Lotus 65. győzelme.

René Arnoux és Keke Rosberg első versenye.